# Col·legi Major Sant Raimon de Penyafort i Nostra Senyora de Montserrat

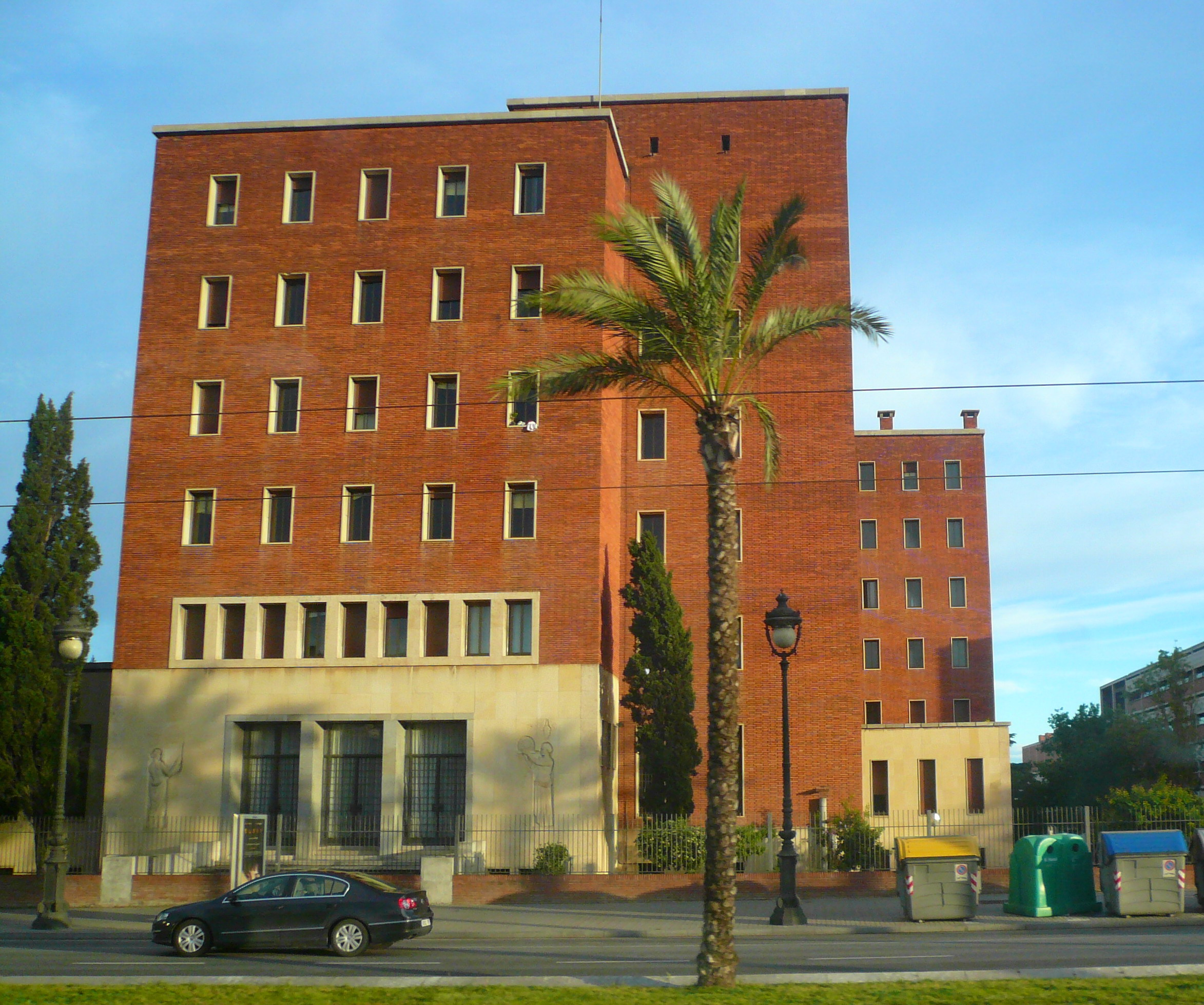
Un dels edificis del Col·legi Major, vist des de la Diagonal

El Col·legi Major Sant Raimon de Penyafort i Nostra Senyora de Montserrat és un dels col·legis majors de la Universitat de Barcelona, fundat l'any 1959. En l'actualitat compta amb uns 450 col·legials i col·legiales, estudiants de diverses universitats catalanes, i és el que té més places de tot Espanya.

## Història
Els col·legis es van construir a partir de 1955, obra de l'arquitecte Pere Benavent de Barberà, en un estil neoracionalista, impulsat en aquell temps pel Ministeri d'Educació, amb alguns elements heterodoxos introduïts per l'arquitecte. La part baixa de la façana que dona a la Diagonal té un aplacat de pedra decorat amb figures al·legòriques de l'art i la ciència.
Al començament, el dos col·legis majors que ara estan units eren independents. El Penyafort era el masculí, i la seva gestió era pública, i el Montserrat era el femení i la seva gestió corresponia a les Teresianes. A principis dels anys vuitanta, els dos edificis s'uniren mitjançant un pont, on se situen els servis comuns, i la gestió fou conjunta. Des d'aleshores, el Col·legi s'anomena Penyafort-Montserrat.